# Irele
Irele è una città della Nigeria appartenente allo stato di Ondo ed è capoluogo dell'omonima area a governo locale (local government area). Estesa su una superficie di 963 chilometri quadrati, conta una popolazione di 145.166 abitanti.